# Awilda
Awilda byla podle legendy vikingská pirátka, údajně dcera gótského krále Synarda z 5. století n. l.
Aby se vyhnula sňatku s dánským korunním princem Alfem, uprchla na lodi na moře. Setkala se s pirátskou lodí, na níž se stala kapitánkou. Během útoku prince Alfa mu odhalila svou identitu a svolila k sňatku. Stala se dánskou královnou.

## Legenda o Awildě v literatuře
Příběh Awildy zachytil dánský letopisec Saxo Grammaticus, který žil přibližně v letech 1140 –1220. Legendu o Awildě zpracoval ve svém díle Re Torrismondo italský raně barokní básník Torquato Tasso.